# Krzysztof Chomiczewski
Krzysztof Józef Maria Chomiczewski - polski lekarz, specjalista epidemiolog i patomorfolog, profesor doktor habilitowany nauk medycznych. Specjalizuje się w patologii radiacyjnej, a także w patomorfologii transplantacji i onkologicznej. Ponadto ekspert w zakresie epidemiologii  ze szczególnym uwzględnieniem broni biologicznej oraz obrony przed tym rodzajem broni i bioterroryzmem.

## Życiorys
Urodził się 9 czerwca 1942 roku w Warszawie w rodzinie lekarza wojskowego Jana Chomiczewskiego. Po ukończeniu szkoły średniej studiował na kierunku lekarskim w Akademii Medycznej w Łodzi (1965). Po odbyciu stażu podyplomowego w Szpitalu im. Sonenberga w Łódzi rozpoczął w 1967 pracę jako asystent (pracownik cywilny) w Zakładzie i Katedrze Patomorfologi Wojskowej Akademii Medycznej, a następnie w 1972 jako starszy asystent. W 1972 obronił pracę doktorską i w 1975 został adiunktem. W 1979  uzyskał stopień doktora habilitowanego oraz rozpoczął zawodową służbę wojskową kontynnując prace na WAM, a w 1981 objął stanowisko docenta. W 1986 przeniósł się do Warszawy i objął stanowisko kierownika Zakładu Radiobiologii Wojskowego Instytutu Higieny i Epidemiologii im. gen. Karola Kaczkowskiego w Warszawie. Głównymi kierunkami prowadzonych badań naukowych była patologia radiacyjna, a badania dotyczyły przede wszystkim zależności między wiekiem w momencie napromienienia a wystąpieniem odległych skutków popromiennych oraz modyfikacji odpowiedzi popromiennej organizmu, zastosowanie metod badań ilościowych w patomorfologii. Ponadto inne kierunki badań to patomorfologia gruczołów dokrewnych, patomorfologia transplantacji i patomorfologia onkologiczna. W 1988 rozpoczyna współpracę z Zakładem Patomorfologii Klinicznej Wojskowego Instytutu Medycznego.
25 listopada 1992 nadano mu tytuł profesora w zakresie nauk medycznych. W tym samym roku objął stanowisko zastępcy Komendata Wojskowego Instytutu Higieny i Epidemiologii im. gen. Karola Kaczkowskiego a w 1996 został Komendantem Instytutu. W 2002 w związku ze zmianą statusu Instytutu, ustąpił ze stanowiska Komendanta oraz zakończył zawodową służbę wojskową. Kontynuuował pracę w WIHiE kierując Międzyzakładową Pracownią Ochrony Przed Bioterroryzmem do 2005. Następnie rozpoczął pracę jako kierownik Pracowni Zagrożeń Biologicznych w Katedrze Analiz i Prognoz Bezpieczeństwa Wydziału Inżynierii Bezpieczeństwa Cywilnego Szkoły Głównej Służby Pożarniczej (do 2007).  Kolejno kierował  Zakładem Patologii Ogólnej i Narządu Ruchu w Katedrze Fizjoterapii Wydział Rehabilitacjii w Akademia Wychowania Fizycznego Józefa Piłsudskiego w Warszawie (do 2012). W latach 2009-2017 na stanowisku profesora zwyczajnego w Zakładzie Radiometrii i Monitoringu Skażeń w Instytutucie Chemii Wydziału Nowych Technologii i Chemii Wojskowej Akademii Technicznej im. Jarosława Dąbrowskiego.
Jako nauczyciel akademcki był zaangażowany w działalność dydaktyczna i kształcenie młodej kadry naukowej: jako wykładowca WAM, w tym dodatkowo przez 13 lat opiekun Studenckiego Koła Naukowego przy Katedrze i Zakładzie Patomorfologii. Był promotorem 4 przewodów doktorskich, kierownikiem specjalizacji 3 lekarzy. Prowadził seminaria naukowe w WIHiE, wykłady na kursach dla specjalizujących się lekarzy i służb ratunkowych. Prowadził wykłady, ćwiczenia i seminaria dyplomoweh i magisterskie oraz był promotorem prac inżynierskich i magisterskich w SGSP, AWF i WAT.
Członek Polskiego Towarzystwa Patologów (od 1967), Polskiego Towarzystwa Badań Radiacyjnych im. Marii Skłodowskiej-Curie (od 1971, 1986-2004 członek Zarządu Głównego, 1995-2004 wiceprezes, od 2007 r. Członek Honorowy), European Society for Radiation Biology (1977- 2001), Polskiego Towarzystwa Epidemiologów i Lekarzy Chorób Zakaźnych (od 2003) oraz  Polskiego Towarzystwa Naukowego Człowiek w Ekstremalnych Warunkach. Aktywny członek Wojskowej Izbie Lekarskiej (WIL) jako delegat, zastępca rzecznika i rzecznik odpowiedzialności zawodowej oraz sędzia Sądu Lekarskiego WIL.
Desygnowany przez MON jako konsultant krajowy ds. obronności w dziedzinie epidemiologii (2001- 2005 oraz 2008 - 2020). W latach 2003-2009 ekspert Komitetu Ochrony Cywilnej NATO (Civil Protection Commitee - CPC NATO). Był przewodniczącym Komisji Epidemiologii Chorób Zakaźnych i Bioterroryzmu Rady Sanitarno-Epidemiologicznej przy Głównym Inspektorze Sanitarny (2003 - 2011) oraz członkiem Zespołu Konsultacyjnego do spraw Oceny Zagrożeń Biologicznych przy Biurze Bezpieczeństwa Narodowego (2006 - 2010). Członek Rad Naukowych: Wojskowego Instytutu Higieny i Epidemiologii (1986 – 2019), Wojskowego Instytutu Medycyny Lotniczej (1997 - 2012, od 2008 przewodniczący), Centralnego Szpitala Klinicznego Wojskowej Akademii Medycznej w Warszawie (1997-2003), Narodowego Instytutu Zdrowia Publicznego - Państwowego Zakładu Higieny (1999 - 2021, od 2007 przewodniczący). Członek komitetów redakcyjnych: Roczniki PZH oraz Polish Hyperbaric Research.
Autor  226 publikacji (prace oryginalne, przeglądowe i książki – 96, referaty i doniesienia na międzynarodowych kongresach i zjazdach naukowych publikowane w formie streszczeń – 41, referaty i doniesienia na krajowych kongresach i zjazdach naukowych publikowane w formie streszczeń – 78, skrypty dla studentów i inne publikacje  - 11).

## Wyróżnienia
Tytuł „Przodującego Nauczyciela Akademickiego” (Komendant WAM, 1977); Nagroda Zespołowa III° Państwowej Rady ds. Pokojowego Wykorzystania Energii Jądrowej (1972), Nagroda im. prof. dr Wilhelma Czarnockiego  przyznana przez Zarząd Główny Polskiego Towarzystwa Patologów (1974), Nagroda Zespołowa II° Polskiego Towarzystwa Badań Radiacyjnych (1979), Nagroda Komendanta WAM za najlepszą rozprawę habilitacyjną (1980),  Nagroda Zespołowa III° Polskiego Towarzystwa Badań Radiacyjnych (1995), nagroda dydaktyczna I stopnia (zespołowa) Rektora Warszawskiego Uniwersytetu Medycznego za współautorstwo publikacji pt. ”Choroby wirusowe w praktyce klinicznej” (2018).

## Ordery i odznaczenia
- Krzyż Oficerski Orderu Odrodzenia Polski (2002)
- Krzyż Kawalerski Orderu Odrodzenia Polski - 2000)
- Złoty Krzyż Zasługi (srebrny 1982, złoty - 1987)
- Medal Komisji Edukacji Narodowej (1982)
- Medal „Siły Zbrojne w Służbie Ojczyzny” (złoty –1998, srebrny – 1989, brązowy – 1976)
- Medal „Za Zasługi dla Obronności Kraju" (złoty – 1994, srebrny – 1983, brązowy – 1978)
- „ Meritus pro Medicis”  (2016)
- Odznaka „Za wzorową pracę w służbie zdrowia” (1985)
- Honorowa Odznaka miasta Łodzi (1984)
- Honorowa Odznaka Polskiego Czerwonego Krzyża (III° – 1995, II° – 2002)
- odznaki honorowe i pamiątkowe: Wojskowej Akademii Medycznej, Wojskowego Instytutu Medycznego, Wojskowej Akademii Technicznej